# 孙宝启
孙宝启（1955年11月—），汉族，河北易县人，中华人民共和国政治人物，中国民主建国会会员。曾担任民建中央常委、北京市委副主委、北京市海淀区副区长。

## 生平
2002年12月，中国民主建国会第八次全国代表大会在北京召开，并选举产生第八届中央委员会，他当选常务委员。2008年，当选第十一届全国政协委员，代表中国民主建国会，分入第八组。并担任港澳台侨委员会专委。